# Washington Square Park
Washington Square Park é um parque público da cidade de Nova York. Com uma área de 39.500 m², é um dos marcos mais conhecidos do Greenwich Village, ponto de encontro e centro de atividades culturais. O parque funciona sob a autoridade da New York City Department of Parks and Recreation.
Batizado em homenagem a George Washington e localizado no fim da Quinta Avenida, o local é um espaço aberto famoso por sua tradição de inconformidade. A fonte localizada dentro dele é um dos mais populares lugares de reunião e visita, tanto de nova-iorquinos quanto de turistas. A maioria dos edifícios que o circundam pertencem hoje à Universidade de Nova York, alguns deles construídos pela própria universidade e outros, com atividades diferentes anteriores, convertidos em prédios de estudos acadêmicos ou de residência para estudantes. Apesar da universidade considerar que o local é parte do seu campus, o Washington Square continua a ser um parque público.
As duas construções mais proeminentes e conhecidas dentro dele são o Arco de Washington e uma grande fonte. O parque tem várias áreas de lazer para crianças, árvores, jardins, trilhas para passeio, mesas para o jogo de xadrez e de piquenique, estátuas comemorativas e dois locais específicos para cães. Entre as estátuas estão a de George Washington e do líder patriota italiano Giuseppe Garibaldi.
O departamento que controla o parque usa câmeras de vigilância em sua área, que também é vigiado pelo corpo de segurança da universidade. A área tem um índice bastante baixo de crimes, sendo um dos lugares mais seguros da cidade.